# BerliOS
BerliOS (сокращение от «Berlin Open Source») — проект, созданный FOKUS (Институт открытых коммуникаций Fraunhofer), расположенном в Берлине, для координации различных групп интересов в области программного обеспечения с открытым исходным кодом.
BerliOS состоял из нескольких подпроектов:
- Developer, хостинг-платформа для проектов с открытым исходным кодом, похожая на SourceForge.net и GNU Savannah
- DocsWell, база данных для документации с открытым исходным кодом
- SourceWell, новостная служба для проектов с открытым исходным кодом
- SourceLines, база данных «наилучшей практики» для успешных проектов с открытым исходным кодом
- SourceBiz, список компаний с открытым исходным кодом
- DevCounter, база данных профилей разработчиков с открытым исходным кодом
- OpenFacts, база данных знаний с открытым исходным кодом на основе wiki (с использованием программного обеспечения MediaWiki)
- SourceAgency, платформа для координации финансирования с открытым исходным кодом

## Закрытие
Операторы проекта BerliOS заявили, что BerliOS закрывается в конце 2011 года из-за отсутствия достаточного финансирования и поддержки.
В связи с новостью о предстоящем закрытии, BerliOS получил множество предложений по спасению. В результате было также объявлено о том, что BerliOS будет продолжать работать в качестве некоммерческого проекта, существуя на пожертвования.
23 февраля 2012 года BerliOS объявил в своём блоге, что с SourceForge было подписано соглашение о сотрудничестве, что означает, что все проекты, размещенные на системах BerliOS, будут автоматически дублироваться в новые проекты на SourceForge. 4 апреля 2012 года SourceForge подтвердил это заявление в своём блоге и предоставил более подробную информацию о сотрудничестве.
В январе 2014 года BerliOS объявил, что 30 апреля 2014 года они отключат свои услуги хостинга.